# アーリントン (ワシントン州)
アーリントン（Arlington）は、アメリカ合衆国ワシントン州スノホミッシュ郡の都市である。人口は1万9868人（2020年）。シアトルの北65キロメートルに位置している。

## 地理・気候
北緯48度10分52秒、西経122度8分20秒に位置している。
アメリカ合衆国統計局によると、総面積19.6 km2 (7.6 mi2) である。このすべてが陸地である。
- 山:
- 河川:
- その他:

## 人口
2000年国勢調査では、人口11,713人、4,281世帯、3,095家族が暮らしている。人口密度は598.2/km2 (1,548.4/mi2) である。230.6/km2 (597.0/mi2) の平均的な密度に4,516軒の住宅が建っている。この都市の人種的な構成は白人90.01%、アフリカン・アメリカン1.13%、ネイティブ・アメリカン1.04%、アジア2.20%、太平洋諸島系0.32%、その他の人種2.47%、混血2.83%である。この人口の5.83%はヒスパニックまたはラテン系である。
全世帯のうち、18歳未満の子供と同居している世帯が42.6%、夫婦のみの世帯が56.7%、未婚女性の世帯が11.5%であり、27.7%は家族を持たない。個人名義の世帯主が22.7%、そのうち65歳以上が9.3%である。世帯ごとの平均人数は2.72人、家族ごとの平均人数は3.19人である。
18歳未満の未成年が31.5%、18歳以上24歳以下が8.0%、25歳以上44歳以下が32.6%、45歳以上64歳以下が18.4%、65歳以上が9.6%、平均年齢は32歳である。女性100人に対して男性は93.3人である。18歳以上の女性100人に対して男性は91.2人である。
この都市の世帯ごとの平均的な収入は46,302 USドルであり、家族ごとの平均的な収入は51,941 USドルである。男性は41,517 USドルに対して女性は26,912 USドルの平均的な収入がある。この都市の一人当たりの収入 (per capita income) は19,146 USドルである。人口の5.8%及び家族の7.2%は貧困線以下である。全人口のうち18歳未満の9.2%及び65歳以上の10.4%は貧困線以下の生活を送っている。